# BAA
BAA (British Airports Authority) este cel mai mare proprietar aeroportuar din lume.
BAA controlează aeroporturile Heathrow, Stansted și Southampton, din Marea Britanie, și Glasgow, Edinburgh și Aberdeen, în Scoția.
În anul 2006, BAA deținea 63% din traficul aerian britanic.
În anul 2005, BAA a intrat în posesia aeroportului internațional de la Budapesta, reușind să preia controlul cu o ofertă de 2,2 miliarde dolari.
În anul 2006, grupul BAA a fost cumpărat de compania spaniolă Grupo Ferrovial, pentru suma de 10 miliarde de lire sterline (19 miliarde de dolari).